# Gagea ferganica
Gagea ferganica är en liljeväxtart som beskrevs av Igor Germanovich Levichev. Gagea ferganica ingår i Vårlökssläktet och i familjen liljeväxter. Inga underarter finns listade.